# Willem Schermerhorn
Willem Schermerhorn, detto Wim (Akersloot, 17 dicembre 1894 – Haarlem, 11 marzo 1977), è stato un politico olandese.
Fu Primo ministro dei Paesi Bassi dal 24 giugno 1945 al 3 luglio 1946, ed era membro del PvdA. Secondo Harry W. Laidler, il governo sotto la premiership di Schermerhorn "raggiunse risultati importanti nel campo del lavoro, della finanza, dell'alloggio, delle pensioni di vecchiaia e dei servizi sociali."

## Biografia

### Primi anni
Willem Schermerhorn è nato il 17 dicembre 1894 a Akersloot nella provincia olandese dell'Olanda Settentrionale. È cresciuto in una famiglia di agricoltori protestante. Il 7 settembre 1926 è diventato professore presso l'Università tecnica di Delft. Schermerhorn rimase professore fino al 1944, quando è fu rimosso dalle forze di occupazione tedesche a causa delle sue attività nella Resistenza olandese. Egli fu internato dalle forze di occupazione tedesche come ostaggio a Sint-Michielsgestel dal maggio 1942 al dicembre 1943. Dopo essere stato rimosso come professore nel 1944 Schermerhorn si nascose per evitare di essere fatto prigioniero dalle forze di occupazione tedesche.

### Vita personale
Wim Schermerhorn è morto il 10 marzo 1977 a Haarlem all'età di 82 anni. Sua moglie Barbara è morta nel 1986.
Suo fratello, Dirk Schermerhorn, era un ingegnere in Unione Sovietica (è stato occupato nella costruzione della metropolitana di Mosca). Fu ucciso durante le purghe staliniane nel 1937. La sorella, Neeltje, era sposata con il teologo Johannes Marie de Jonge, direttore del Seminario teologico della Chiesa riformata olandese a Driebergen (1960-1968).